# Impiegati
Pour plus de détails, voir Fiche technique et Distribution.
Impiegati est un film italien réalisé par Pupi Avati, sorti en 1985.

## Synopsis
En provenance de Modène, le diplômé Luigi Stanzani arrive à Bologne pour travailler dans une banque. Luigi partage l'appartement avec Dario, le fils d'un ami de la famille. Timide et maladroit, Luigi a du mal à s'intégrer, ses relations restent éphémères et ses collègues abusent de lui. L'environnement de travail évolue avec le départ plus ou moins forcé de divers éléments, la mort accidentelle de son colocataire et le transfert du chef de bureau. Néanmoins la vie dans la banque reprend comme précédemment, Luigi continue à travailler sans se soucier de l'un et de l'autre, heureux de se comporter comme un brave garçon, et encore plus fort grâce à l'expérience acquise.

## Fiche technique
- Titre : Impiegati
- Réalisation : Pupi Avati
- Scénario : Pupi Avati, Antonio Avati, Cesare Bornazzini
- Photographie : Pasquale Rachini
- Montage : Amedeo Salfa
- Musique : Riz Ortolani
- Pays d'origine : Italie
- Genre : comédie dramatique
- Date de sortie : 1985

## Distribution
- Claudio Botosso : Luigi Stanzani
- Giovanna Maldotti : Marcella
- Dario Parisini : Dario
- Elena Sofia Ricci : Annalisa
- Consuelo Ferrara : Valeria
- Luca Barbareschi : Enrico Silvestri
- Cesare Barbetti : Gianni, le père de Dario
- Gianni Musy